# Pedra do Ingá
La Pedra do Ingá (en español: Piedra de Ingá) es uno de los monumentos arqueológicos más significativos del mundo, situado en el municipio de Ingá, en el interior del estado brasileño de Paraíba. 
Presenta un conjunto de bajorrelieves grabados en una afloramiento rocoso ubicado en la margen y en medio del río Ingá, que tiene 24 metros de largo y 3 metros de alto.

## Ubicación
La Pedra do Ingá está situada en el municipio de Ingá, en el Estado de Paraiba, en Brasil.

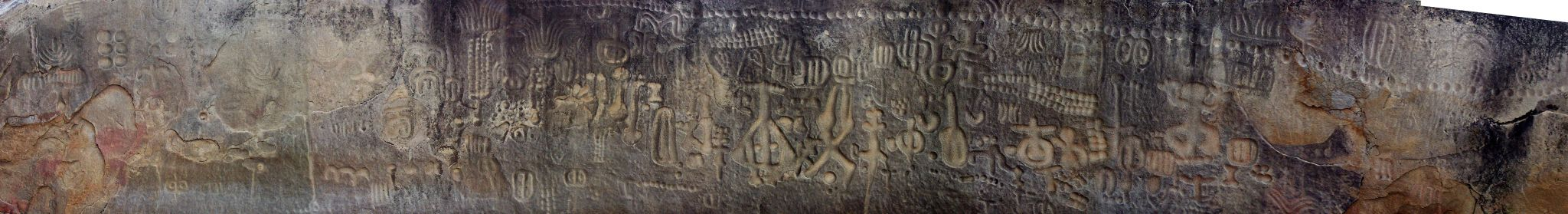
pedra de ingá

  7°19’31.01”S  35°35’6.65”W

## Descripción
En la Pedra do Ingá hay más de 400 grabados, algunos zoomorfos y fitomorfos, otros que representan signos abstractos y otros que representan estrellas.

## Interpretación
Uno de los investigadores más notables que ha estudiado la Pedra do Ingá fue el brasileño de origen italiano Gabriele D’Annunzio Baraldi Archivado el 22 de julio de 2011 en Wayback Machine.[cita requerida] En su opinión, la roca sería el relato del diluvio universal escrito en un idioma muy similar al hitita, hablado en el II milenio antes de Cristo en la actual Turquía [cita requerida]. Según apunta el investigador Yuri Leveratto, la hipótesis de Baraldi podría ser considerada real, y el mensaje escrito en la Pedra do Ingá podría estar escrito en nostrático, el idioma más antiguo de la humanidad [cita requerida].
Algunos autores, debido a la relación con los símbolos celtas, piensan que los antiguos cartagineses con sus aliados celtas huyeron hasta aquí tras la derrota de los cartagineses frente a los romanos[cita requerida].

## La hipótesis arqueoastronómica
Existe una hipótesis que proporciona a los petroglifos de Ingá una importancia excepcional desde el punto de vista arqueoastronómico. En 1976 el ingeniero español Francisco Pavía Alemany inició un estudio matemático sobre este monumento arqueológico, cuyos primeros resultados fueron publicados en 1986 por el Instituto de Arqueología Brasileira (Pavía Alemany F. 1986)
Este autor identificó en Ingá el más extraordinario registro arqueológico conocido de la variación del orto solar durante todo el año, materializado por una serie de cuencos o “capsulares” y otros petroglifos grabados en la superficie vertical, que a modo de un limbo graduado formarían un «calendario solar», sobre el que un gnomon proyectaría la sombra de los primeros rayos solares de cada día. La Agrupación Astronómica de la Safor publicó en 2005 una síntesis de este trabajo en su boletín oficial Huygens N.º 53 (Pavía Alemany F. 2005)
Posteriormente, F. Pavía continuó con el estudio de Ingá, centrándose esta vez en el registro de una serie de signos grabados sobre la superficie rocosa del propio cauce, donde se observan gran cantidad de «astros» que se pueden agrupar formando «constelaciones». Tanto el registro de los «capsulares», como el de las «constelaciones», de por sí, proporciona a Ingá un gran valor, pero la coexistencia de ambos en el mismo yacimiento otorga a Ingá una importancia arqueoastronómica excepcional.
En 2006 el egiptólogo y arqueoastrónomo José Lull coordinó la publicación de un libro titulado Trabajos de arqueoastronomía, ejemplos de África, América, Europa y Oceanía, compendio de trece artículos elaborados por prestigiosos arqueoastrónomos. Entre estos artículos se incluye El conjunto arqueoastronómico de Ingá, donde se expone el estudio de los dos conjuntos mencionados y las razones que justifican calificar a Ingá de un excepcional monumento arqueoastronómico, sin igual en el mundo.